# Myelosperma tumidum
Myelosperma tumidum är en svampart som beskrevs av Syd. & P. Syd. 1915. Myelosperma tumidum ingår i släktet Myelosperma och familjen Myelospermataceae.   Inga underarter finns listade i Catalogue of Life.